# Polycystinea
Polycystinea nebo Polycystina je jednou ze skupin mřížovců. Jedná se o jednobuněčné měňavkovité mikroorganismy, které si z opálu vytvářejí složité mřížovité schránky, což umožňuje jejich častou fosilizaci. Známé jsou od svrchního kambria. Mezi Polycystinea zařazujeme řády Collodaria, Spumellaria a Nassellaria.